# Maurice Cammage
Maurice Cammage (* 1882; † 15. April 1946 in Paris) war ein französischer Filmregisseur sowie gelegentlicher Produzent und Drehbuchautor.

## Leben
Der im deutschsprachigen Europa weitgehend unbekannte Cammage (keiner seiner Filme erlebte nach dem Krieg eine deutschsprachige Aufführung) drehte zwischen 1932 und 1943 knapp vierzig Spielfilme, meist Komödien, oft mit starken Frauenrollen. So inszenierte er mehrfach Mady Berry und andere weibliche Stars der Schwarz-Weiß-Tonfilmzeit. Aber auch mit bedeutenden männlichen Komikern wie Fernandel drehte er mehrfach, vor allem zu Beginn seines Schaffens; auch Militärkomödien zählen zu seinen Werken. Sein Film L'Innocent mit Noël-Noël wurde 1938 beim Filmfestival Venedig unter den nominierten Werken für die Auszeichnung des besten fremdsprachigen Films gelistet. Bei drei Gelegenheiten war Cammage auch am Drehbuch beteiligt; seine fünf Frauenfilme 1936 und 1937 wurden von ihm (ebenso wie 1939 eine weitere Inszenierung) selbst produziert.

## Filmografie
- 1932: Vive la classe
- 1932: Un beau jour de noces
- 1932: La terreur de la pampa
- 1932: Quand tu nous tiens, amour
- 1932: Par habitude
- 1932: Ordonnance malgré lui
- 1933: Le gros lot
- 1933: Le voq du régiment
- 1934: Une nuit de folies
- 1934: La caserne en folie
- 1934: Les bleus de la marine
- 1935: Un soir de bombe
- 1935: La mariée du régiment
- 1936: La petite dame du wagon-lit
- 1936: Les maris de ma femme
- 1936: Prête-moi ta femme
- 1937: Une femme qui se partage
- 1937: Mon député et sa femme
- 1937: La belle de Montparnasse
- 1938: L’innocent
- 1938: Vacances payées
- 1938: Une de la cavalerie
- 1939: Les cinq sous de Lavarède
- 1939: Le chasseur de chez Maxim’s
- 1940: Monsieur Hector
- 1941: Un chapeau de paille d’Italie
- 1942: Guignol marionnette de France (Kurzfilm)
- 1943: Une vie de chien
- 1946: L’ennemi sans visage